# Mit navn er Christensen
|  | Denne artikel er oprettet af botten PalnaBot ud fra en ekstern database. Den kan derfor have sproglige fejl eller mangler. Denne skabelon kan fjernes efter kontrol af indholdet. |

Mit navn er Christensen er en film instrueret af Ingolf Boisen efter eget manuskript.

## Handling
Christensen er værkfører på en fabrik. Han har nok hørt om civilforsvaret, men synes ikke, det er noget, der kommer ham ved. I hvert fald er det vel tidsnok at komme med, når det bliver aktuelt. Lederen af virksomhedens bedriftsværn får ham dog til at indse, at det er for sent at skulle til at finde ud af, hvad man skal gøre, når katastrofen er der, og Christensen melder sig sammen med sin gode ven og arbejdskammerat, Jørgensen, til bedriftsværnet og kommer til at deltage i forskellige øvelser.